# Otto Zacharias
Emil Otto Zacharias, född den 27 januari 1846 i Leipzig, död den 4 oktober 1916 i Plön, var en tysk planktonforskare.
Zacharias var först mekaniker, delvis vid Leipzigs observatorium, studerade därefter filosofi och skrev som 
promotionsavhandling Über einige metaphysische Differenzen zwischen Herbart und Kant (1869), var 1869-72 lärare först på Sicilien, sedan i Gelnhausen, och verkade 1872-84 som tidningsredaktör, längsta tiden i Schlesien. År 1884 påbörjade han sötvattensbiologiska forskningar (först sammanfattade i Tier- und Pflanzenwelt des Süsswassers, 2 band, 1891). 
Efter energiskt arbete kunde han 1892 för dylik forskning öppna en biologisk station vid Stora Plönsjön i Holstein, som efter några år erhöll statsunderstöd och fick det största anseende. Där utgav  Zacharias 1893-1905 "Forschungsberichte as der Biologischen station zu Plön" (12 band), från 1906 under titeln "Archiv für Hydrobiologie und Planktonkunde". 
Zacharias författade däri en stor mängd hydrobiologiska arbeten, mest zoologiska, och idkade under de sista åren även histologiska och cytologiska undersökningar, som dock endast till ringa del hann publiceras. Han fick  professors titel 1907. Mångsidigt lärd, utövade han som vetenskaplig ledare stort inflytande.